# Ludwig Marxer (Tiermediziner)
Ludwig Marxer (* 18. Januar 1855 in Eschen; † 26. Oktober 1946 in Vaduz) war ein liechtensteinischer Tierarzt und Landtagsabgeordneter.

## Biografie
Marxer wurde 1855 als Sohn des Tierarztes Mathäus Marxer und dessen Frau Theresia (geborene Öhri) geboren. Er studierte von 1870 bis 1873 Veterinärmedizin in München. Er wurde nun ein Jahr als Assistent an der Hochschule tätig und arbeitete im Anschluss für zwei Jahre in Hohenems als Gemeindetierarzt. Ab 1877 arbeitete er als Tierarzt in seiner Heimatgemeinde Eschen. Von 1882 bis 1885 fungierte er als Gemeindekassier. Von 1886 bis 1902 war Marxer Abgeordneter im Landtag des Fürstentums Liechtenstein. 1888 wurde er zum Gemeindevorsteher von Eschen gewählt und übte dieses Amt bis 1898, als er mit seiner Familie nach Vaduz zog aus.

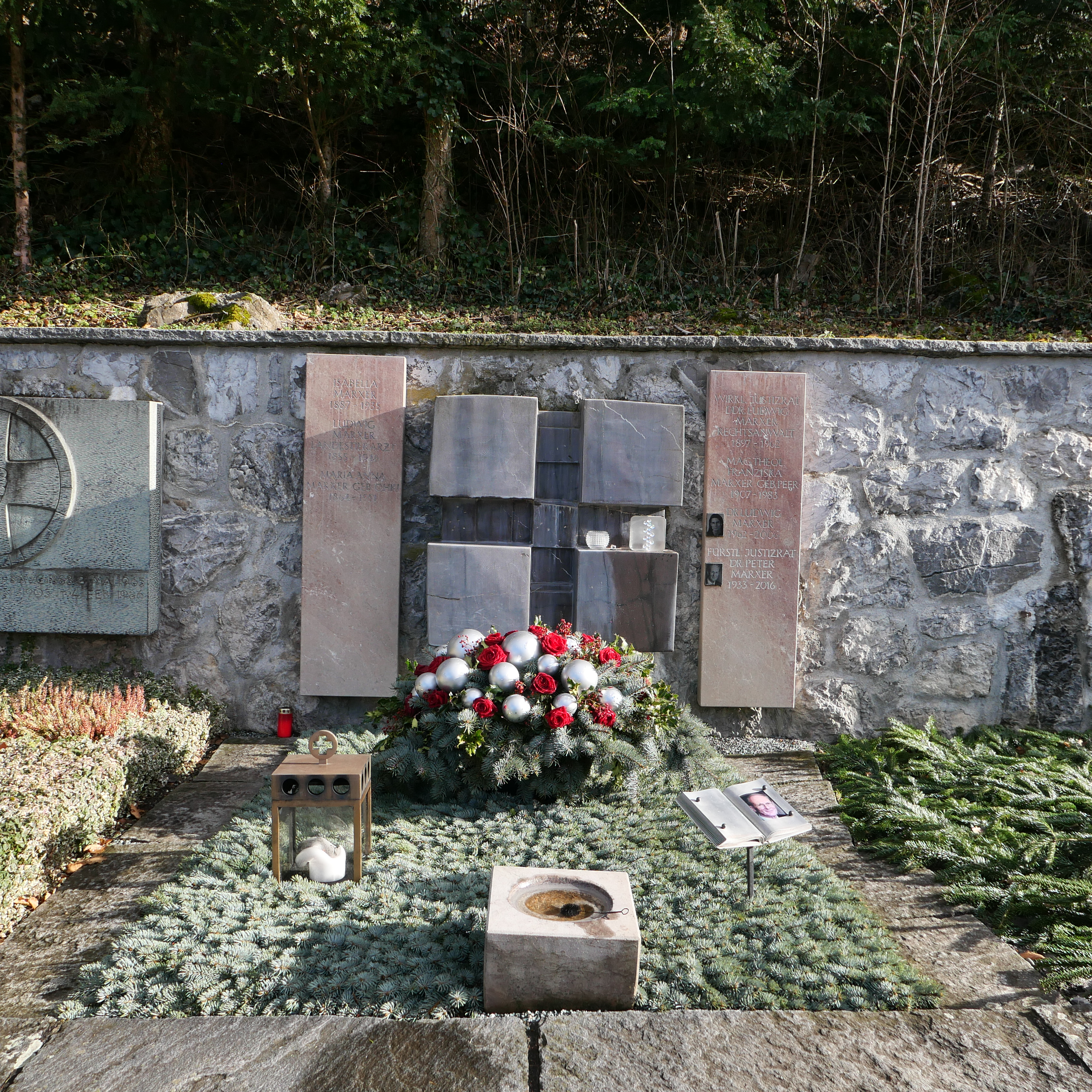
Das Familiengrab im Jahr 2024

Dies war nötig geworden da Marxer 1898 provisorischer Landestierarzt wurde und nun in dessen Dienstwohnung zog. Er löste damit den altersbedingt zurückgetretenen Christoph Wanger, den ersten Landestierarzt in der Geschichte Liechtensteins, ab. Marxer selbst war von 1899 bis zu seiner Pensionierung 1936 Landestierarzt.
Marxer war Gründungsmitglied des Historischen Vereins für das Fürstentum Liechtenstein. 1940 wurde er zum Ehrenmitglied selbigens ernannt. Des Weiteren war er Träger des Titels „Fürstlicher Rat“. Er war seit 1884 mit Maria Anna Öhri (1864–1951) verheiratet. Aus der Ehe gingen mehrere Kinder hervor, von denen ein Sohn und zwei Töchter früh starben. Sein achtes Kind und zweiter Sohn Ludwig (1897–1962), später als Rechtsanwalt tätig, war ebenfalls politisch aktiv.
Marxer fand seine letzte Ruhestätte auf dem Friedhof Vaduz. In dem Grab wurden auch seine Frau, die Tochter Isabelle (1887–1935), der Sohn Ludwig, dessen Frau Franziska, geb. Peer (1907–1983), deren Sohn Peter (1933–2016), der ebenfalls Anwalt und Politiker wurde, sowie dessen Sohn Ludwig (1962–2006), der Anwalt und Krimiautor wurde, bestattet.